# Dorcadion septemlineatum
Dorcadion septemlineatum là một loài bọ cánh cứng trong họ Cerambycidae.